# Ichthyosaurier
Die Ichthyosaurier (Ichthyopterygia, von griechisch ἰχθῦς ichthŷs oder ἰχθύς ichthýs, deutsch ‚Fisch‘ und πτερύγιον pterýgion, deutsch ‚Fischflosse‘; allgemeinsprachlich auch Fischsaurier) sind eine Gruppe ausgestorbener Reptilien aus dem Mesozoikum (Erdmittelalter). Sie waren vollständig an das Leben im Wasser angepasst und lebten ausschließlich im Meer. Insgesamt sind etwa achtzig Arten beschrieben. Sie lebten über einen Zeitraum von über 150 Millionen Jahren und starben vor 93 Millionen Jahren zu Beginn der Oberen Kreide aus, etwa 30 Millionen Jahre vor dem Aussterben der Nicht-Vogel-Dinosaurier. Die Ichthyosaurier unterliefen in der späten Trias sowie zwei Mal während des Juras größere Radiationen, aus denen die Neoichthyosauria mit unter anderem den Ophthalmosauridae und den Platypterygiinae hervorgingen.
Das erste komplette Skelett eines Ichthyosauriers wurde 1811 durch die zwölfjährige Mary Anning im englischen Lyme Regis gefunden, als Dinosaurier noch unbekannt waren. Die Fossilien verwirrten die Menschen, denn der Körperbau erinnerte in einigen Punkten an den von Landwirbeltieren. Trotzdem wurden sie von einigen Forschern zunächst für Fische gehalten. Andere sahen in ihnen Amphibien oder sogar Meeressäugetiere.

## Etymologie
Ichthyosauria kommt aus dem Griechischen und bedeutet Fischechse (ἰχθύς ichthys ‚Fisch‘ und σαῦρος sauros ‚Echse‘). Das Taxon wurde 1835 von de Blainville aufgestellt. Um die basalen Formen zu integrieren, stellte Owen 1840 das Taxon Ichthyopterygia auf („ichthyos“ und „pteryx“ = Flügel). Beide werden im Deutschen Ichthyosaurier genannt und hier auch zusammen beschrieben. Die Ichthyosauria werden als Untergruppe der Ichthyopterygia definiert und umfassen alle Formen, die näher mit Ichthyosaurus als mit Grippia verwandt sind.

## Evolution und Stratigraphie
Ichthyosaurier erschienen in der Untertrias. Ein früher Vertreter der Ichthyosaurierstammgruppe war Cartorhynchus. Die ersten Formen wie Grippia, Utatsusaurus und Chaohusaurus hatten noch einen echsenartig langgestreckten Körper und bewegten sich wahrscheinlich küstennah im flachen Wasser durch ein anguilliformes Schlängeln des ganzen Körpers fort. Sie hatten eine hohe Anzahl von langgestreckten Wirbeln. Mixosaurus, Parvinatator und Cymbospondylus lebten in der Mitteltrias. Am Ende dieser Zeit verschwanden alle langgestreckten Ichthyosaurier und wurden in der Obertrias von den Shastasauriden, Formen mit einem eher spindelartigen Körperbau, abgelöst. Sie sind die Schwestergruppe aller nach der Trias lebenden
Ichthyosaurier. Shonisaurus, Toretocnemus und Californosaurus lebten in der frühen, Macgowania und Hudsonelpidia in der späten und Shastasaurus in der gesamten Obertrias. Am Ende starben auch die drei letztgenannten Gattungen aus.
Die größte Formenvielfalt zeigen die Ichthyosaurier der Mitteltrias, als es sowohl rein fischfressende Formen als auch solche mit heterodontem oder mit Knackgebiss (Durophagie) gab. Im jurassischen Fossilbericht ist der Artenreichtum im Aalenium und Kimmeridgium am höchsten, in der Kreide reduziert er sich auf die Gruppe der Platypterygiinae und die Gattung Malawania.
Im Unteren Jura erreichten die Ichthyosaurier ihren größten Artenreichtum. Alle jurassischen und späteren Ichthyosaurier bilden ein monophyletisches Taxon, die Neoichthyosauria. Eine bedeutende Fundstätte aus dieser Zeit ist der Posidonienschiefer bei der Gemeinde Holzmaden in Süddeutschland. Bisher wurden die fossilen Überreste von etwa 3000 Exemplaren aus den Gattungen Eurhinosaurus, Stenopterygius und Temnodontosaurus ausgegraben. In Großbritannien wurden viele Exemplare der Typusgattung Ichthyosaurus gefunden. Weitere Ichthyosaurier aus dieser Zeit sind Suevoleviatan sowie die langschnäuzigen Eurhinosaurier Leptonectes und Excalibosaurus. Während aus dem Mitteljura Chacaicosaurus, Mollesaurus und Ophthalmosaurus bekannt sind, lassen sich im Oberjura Brachypterygius und Caypullisaurus sowie weiterhin Ophthalmosaurus nachweisen. Alle drei Gattungen starben am Übergang vom Jura zur Kreidezeit aus. In der Kreide lassen sich sowohl die nahe mit Ichthyosaurus verwandte Gattung Malawania als auch verschiedene Vertreter der Baracromia nachweisen. Von ihnen überdauerte der weltweit vorkommende Platypterygius bis ans Ende des Cenomanium, als mit ihm der letzte Vertreter der Ichthyosaurier ausstarb.

## Merkmale

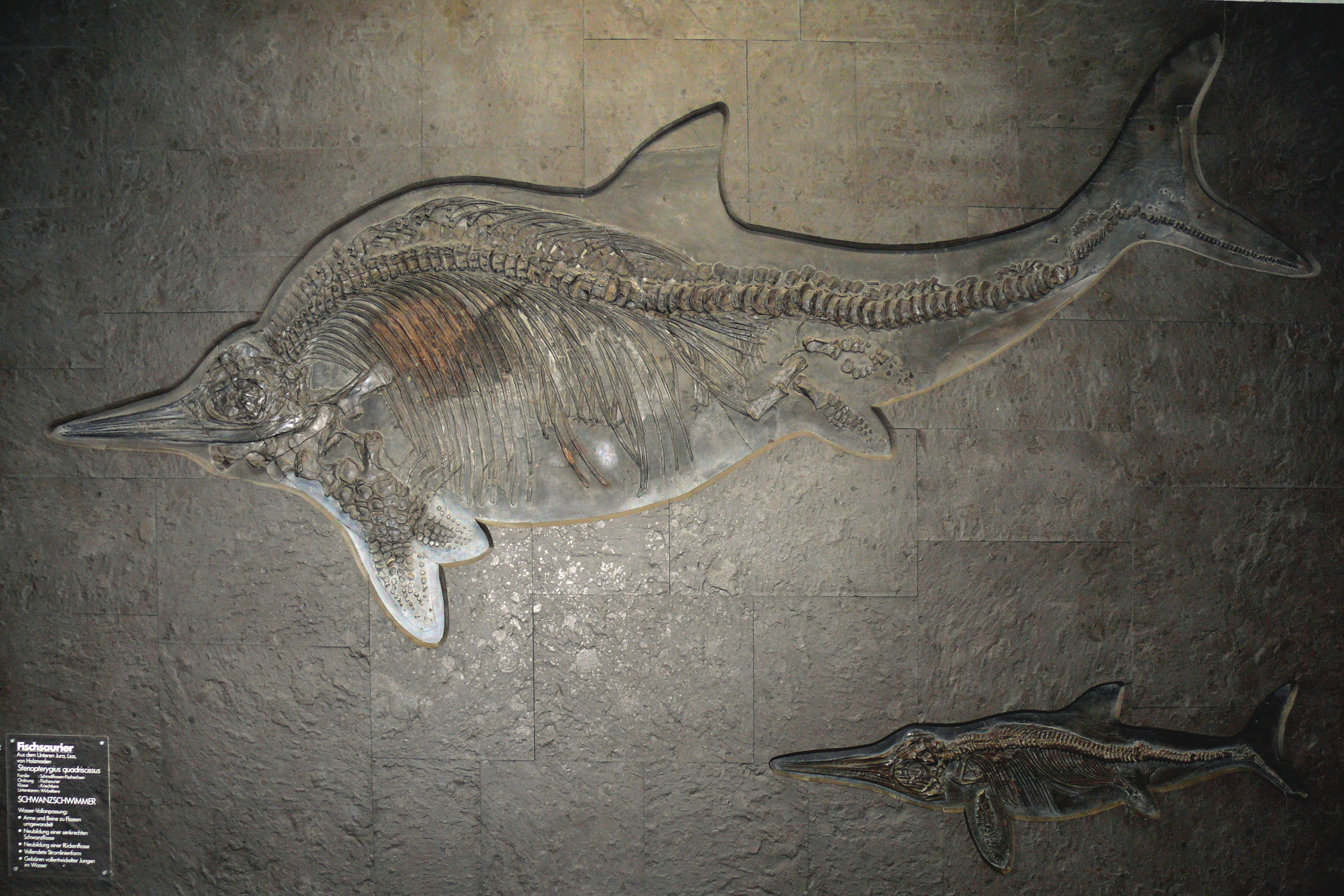
Fossil von Stenopterygius quadriscissus im Aquazoo – Löbbecke Museum

Ichthyosaurier waren Reptilien und gehörten damit zu den Landwirbeltieren. Sie sind sekundär wieder zum Leben im Wasser übergegangen. Ihr Schultergürtel ist nicht fest mit dem Schädel verwachsen wie bei Fischen, und in ihren Flossen lassen sich Ober- und Unterarmknochen, Handwurzelknochen und Fingerknochen unterscheiden. Wie andere diapside Reptilien haben sie Schädelfenster, die oberen Temporalfenster. Die bei anderen Diapsiden vorhandenen unteren Temporalfenster wurden sekundär wieder geschlossen.
Wie die Plesiosaurier und Mosasaurier sollen die Ichthyosaurier in der Lage gewesen sein, ihre Körpertemperatur auf einem konstant hohen, gleichwarmen Niveau von 35 bis 39 °C zu halten (Endothermie). Die Taphonomie von Ichthyosauriern legt nahe, dass diese Tiergruppe – wie die meisten rezenten Walarten auch – ein höheres spezifisches Gewicht als Meerwasser aufgewiesen haben. Dunkle Spuren (Eumelanin) im fossil erhaltenen Weichgewebe von Ichthyosaurierfossilien zeigen, dass sie dunkel gefärbt und dass manche Ichthyosaurier – ähnlich wie die tief tauchenden Pottwale – einfarbig dunkel waren und keine Konterschattierung mit einer hellen Bauchseite zeigten.
Ichthyosaurier konnten ein Meter (Mixosaurus), aber auch bis über zwanzig Meter (Shonisaurus) lang werden. Ein 2016 in der obersten Trias von Lilstock in England gefundenes Knochenfragment wurde als Teil des Unterkiefers eines großen Ichthyosauriers erkannt. Die Gesamtlänge des Tieres, zu dem dieser Knochen gehörte, wurde in einer Veröffentlichung aus dem Jahr 2018 mittels verschiedener Vergleichsverfahren vorsichtig auf ungefähr 20 bis 25 Meter geschätzt, womit die größten Fischsaurier die Länge von Blauwalen erreichten.

### Extremitäten

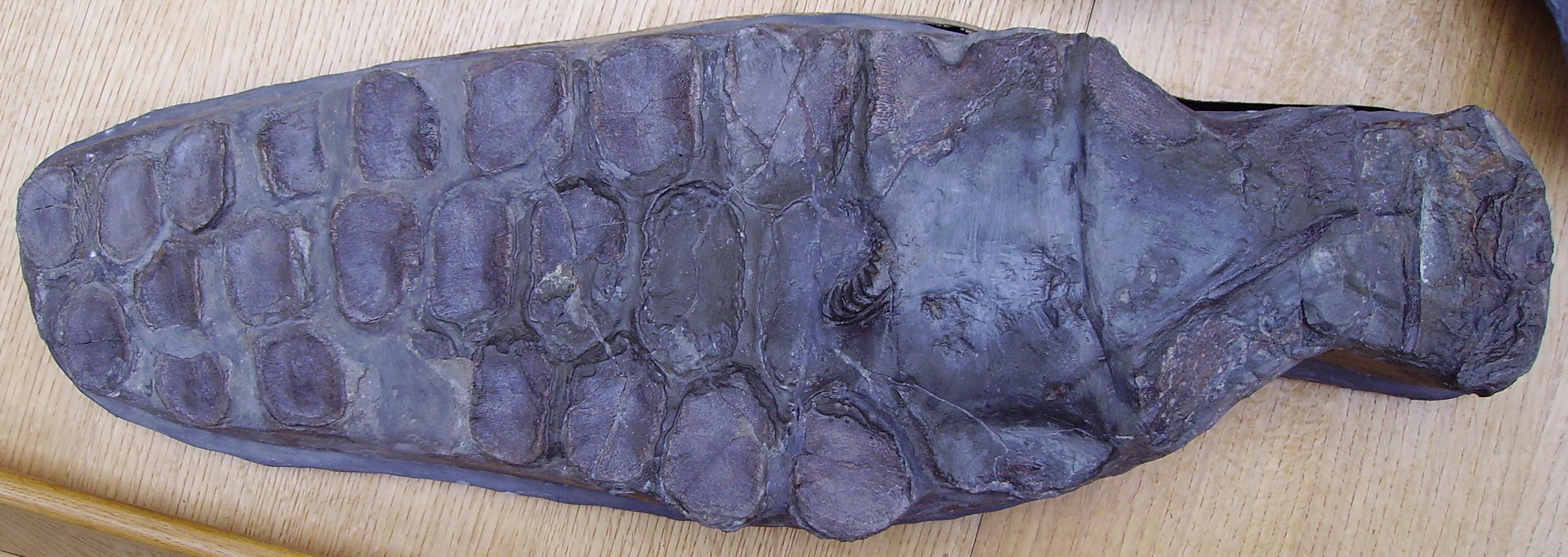
Die fossile Flosse eines Ichthyosauriers

Alle Ichthyosaurier, auch die frühesten, hatten flossenartige Gliedmaßen. Diese sind homolog zu denen der übrigen Wirbeltiere, jedoch haben sie sich im Laufe der Zeit in Anpassung an den Lebensraum Wasser drastisch verändert. Die Knochen der Vordergliedmaßen verkürzten und verbreiterten sich infolge der evolutionären Veränderungen. Gleichzeitig vermehrten sich die Fingerknochen (Hyperphalangie). Dann verschwand der erste der fünf Finger (der dem menschlichen Daumen entsprach). Danach kam es an beiden Seiten der verbleibenden Finger zu einer Vermehrung der Finger (Polydaktylie) selbst. Die Vordergliedmaßen wurden wahrscheinlich nur zur Steuerung und zur Richtungsänderung benutzt, während der Vortrieb bei primitiven Formen durch das aalartige Schlängeln des Körpers, bei fortgeschrittenen Formen durch Schläge mit der Schwanzflosse erzeugt wurde. Einige Paläontologen vermuten auch einen Vortrieb durch die Vordergliedmaßen, aber der Schultergürtel der Ichthyosaurier ist nicht sehr stark, sondern schwächer als bei Wirbeltieren, die sich auf diese Weise fortbewegen.

### Augen

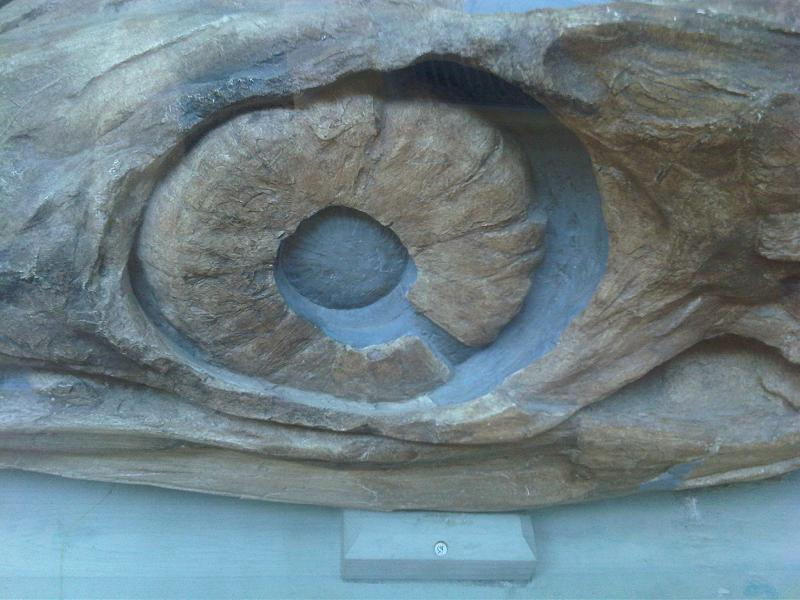
Der Skleralring von Temnodontosaurus

Die Augen der Ichthyosaurier waren im Verhältnis zu ihrer Körperlänge sehr groß und von einer ringförmigen, knöchernen Verstärkung umgeben, dem Skleralring, der bei vielen Wirbeltieren auftritt. Der Skleralring diente wahrscheinlich dazu, die flachen, nicht runden Augäpfel der Ichthyosaurier in Form zu halten, da ihre großen Augen während des Schwimmens einem unterschiedlichen Wasserdruck ausgesetzt waren. Derjenige Teil der Augen, der näher zur Schnauze liegt, war einem stärkeren Wasserdruck ausgesetzt als der weiter hinten liegende.
Das größte bei einem Ichthyosaurier gefundene Auge ist gleichzeitig das größte Auge aller Wirbeltiere. Es hatte einen Durchmesser von 26,4 cm und gehörte zu Temnodontosaurus platyodon. In Relation zur Körperlänge hatte Ophthalmosaurus allerdings noch größere Augen.
Die Augen waren sehr lichtstark. Verglichen mit der Blendeneinstellungen eines Foto-Objektivs hatte das Auge von Ichthyosaurus eine Blendenzahl von 1/1,1 bis 1/1,3, das von Ophthalmosaurus erreichte 1/0,8 bis 1/1,1. Es ist bekannt, dass die Augen nachtaktiver Tiere niedrige Blendenzahlen haben. Bei einer Eule liegt sie bei 1/1,1, bei einer Katze bei 1/0,9. Das Auge des Menschen hat eine Blendenzahl von 1/2,1.

## Ernährung
Die Ichthyosaurier konnten bei geringer Lichtmenge sehen. Das bedeutet aber nicht, dass sie nachtaktiv waren. Vielmehr haben sie ihre Nahrung in der Tiefe des Ozeans gesucht.
Die Ernährung einiger fortgeschrittener Ichthyosaurier ist durch Überreste der Beute in der Magenregion bekannt. Dabei haben sich vor allem die Fanghäkchen an den Fangarmen der Belemniten und Fischschuppen erhalten. Die Rostren der Belemniten wurden eventuell ausgespien. Wahrscheinlich fraßen sehr große Formen wie der zehn Meter Länge erreichende Temnodontosaurus auch andere Wirbeltiere. Bei einem Fossil aus der Oberkreide von Australien sind in der Magengegend zahlreiche junge Meeresschildkröten der Familie Protostegidae und ein Vogel aus der Gruppe der Enantiornithes gefunden worden. Spätere Formen, wie Ophthalmosaurus, hatten kurze starke Kiefer, abgestumpfte Zähne und fraßen wahrscheinlich hartschalige Tiere, wie Muscheln oder Ammoniten. Die Ammoniten wurden vor dem Verschlucken zerbissen und die Gehäuse weggeschleudert.

## Fortpflanzung

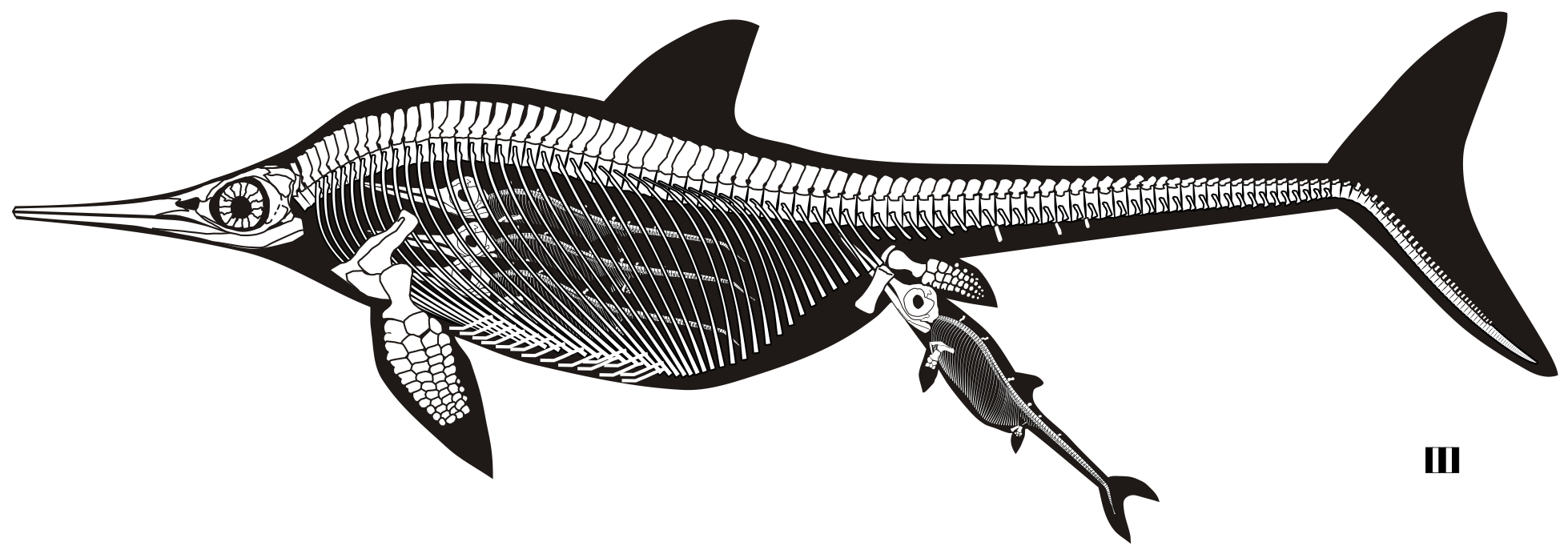
Ichthyosauriergeburt

Ichthyosaurier konnten nicht mehr an Land kriechen und dort Eier ablegen. Sie waren lebendgebärend und stammten wahrscheinlich schon von lebendgebärenden Vorfahren ab. Es wurden über 50 Fossilien gefunden, bei denen sich einige, maximal zehn bis elf Jungtiere derselben Art im Körper des Muttertieres innerhalb des Rippenkorbes befinden. Wie bei Delfinen wurden die Jungen mit dem Schwanz zuerst geboren (beim basalen Chaohusaurus allerdings mit dem Kopf zuerst), so konnten sie rasch zur Wasseroberfläche, um den ersten Atemzug zu nehmen. Bei einigen der Fossilien sollen die Tiere im Augenblick der Geburt gestorben sein, das Junge steckt noch mit Kopf oder Schnauze im Mutterleib. Wahrscheinlicher ist jedoch, dass in diesen Fällen ein Embryo nach dem Tod des Muttertieres durch Fäulnisgase ausgetrieben wurde.

## Äußere Systematik
Die Ichthyosaurier haben sich vollständig an ein Leben im Wasser angepasst, dabei haben sich ihre ursprünglichen Merkmale (Plesiomorphien) stark verändert. Basale Formen, die diese Merkmale noch zeigen, sind fossil nur selten überliefert. Darum war es lange Zeit umstritten, wie die Ichthyosaurier mit anderen Amnioten verwandt sind. Schließlich wurde in der Unteren Trias Japans der primitive Ichthyopterygier Utatsusaurus hataii gefunden. Durch ihn wurde die Verwandtschaft der Ichthyosaurier deutlicher.
Phylogenetische Analysen zeigen, dass die Ichthyosaurier zu den diapsiden Reptilien gehören, aber nicht wie die zweite Großgruppe mariner Reptilien im Mesozoikum, die Sauropterygia zu deren Kronengruppe, die die heutigen Schuppenkriechtiere, die Brückenechsen, die Krokodile und die Vögel einschließt. Wahrscheinlich spaltete sich die Linie der Ichthyosaurier vor der Teilung der Diapsida in Archosauromorpha und Lepidosauromorpha ab. Sie sind also nicht näher mit den anderen marinen Großreptilien des Erdmittelalters, den Plesiosauriern und den Mosasauriern, verwandt, die beide zu den Lepidosauromorpha gehören.

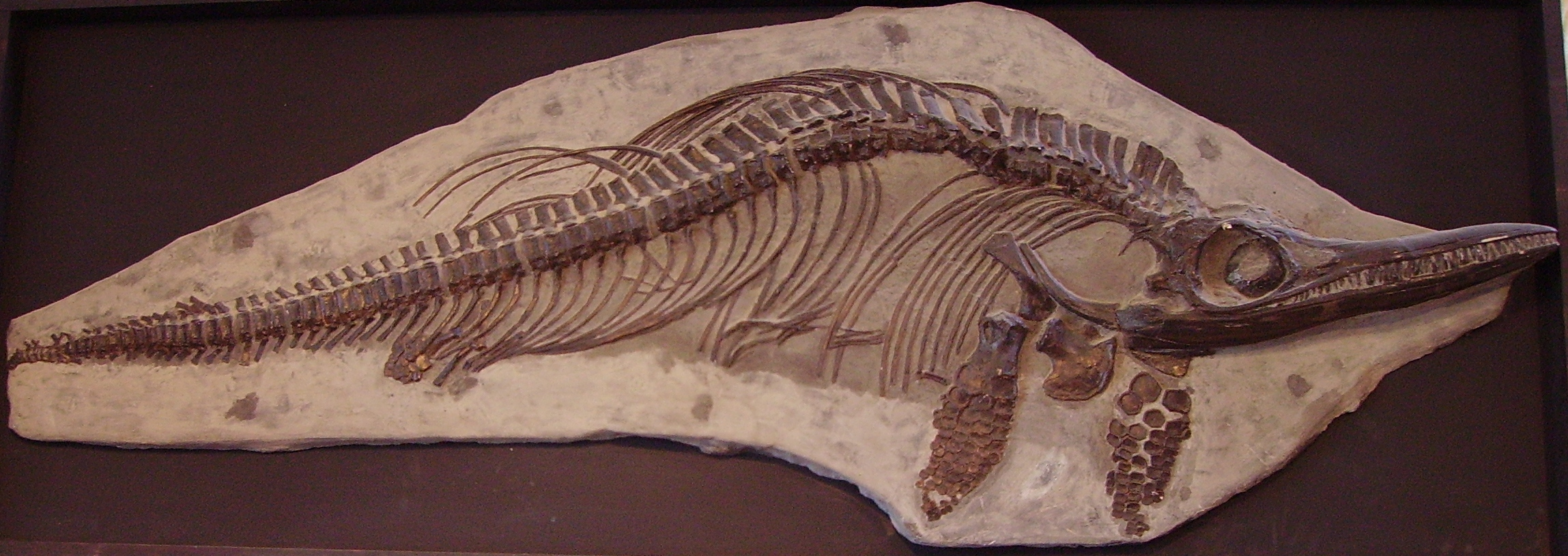
Ein Ichthyosaurierfossil im Charmouth Heritage Coast Centre in Charmouth England

Die Stellung der Ichthyosaurier innerhalb der Reptilien verdeutlicht das nachfolgende Kladogramm:
- Reptilia
  - Parareptilia
  - Diapsida
    - Neodiapsida
      - † Younginiformes
      - † Ichthyopterygia
      - Sauria sensu Gauthier et al., 1988[17]
        - Lepidosauromorpha (Schuppenkriechtiere, Brückenechsen)
        - Archosauromorpha (Krokodile, Dinosaurier, Vögel)

Die innere Systematik der Ichthyosaurier wird in folgendem Kladogramm dargestellt:

## Innere Systematik
Bis September 2013 wurden über 50 valide Gattungen beschrieben.
- Ichthyopterygia sensu Motani, 1999 = Ichthyosauria sensu Maisch & Matzke, 2000
  - Thaisauridae
    - Thaisaurus

  - Utatsusauridae
    - Utatsusaurus

  - Grippiidae
    - Grippia
    - Chaohusaurus
    - Gulosaurus[22]

  - Quasianosteosauridae
    - Quasianosteosaurus

  - Parvinatatoridae
    - Parvinatator

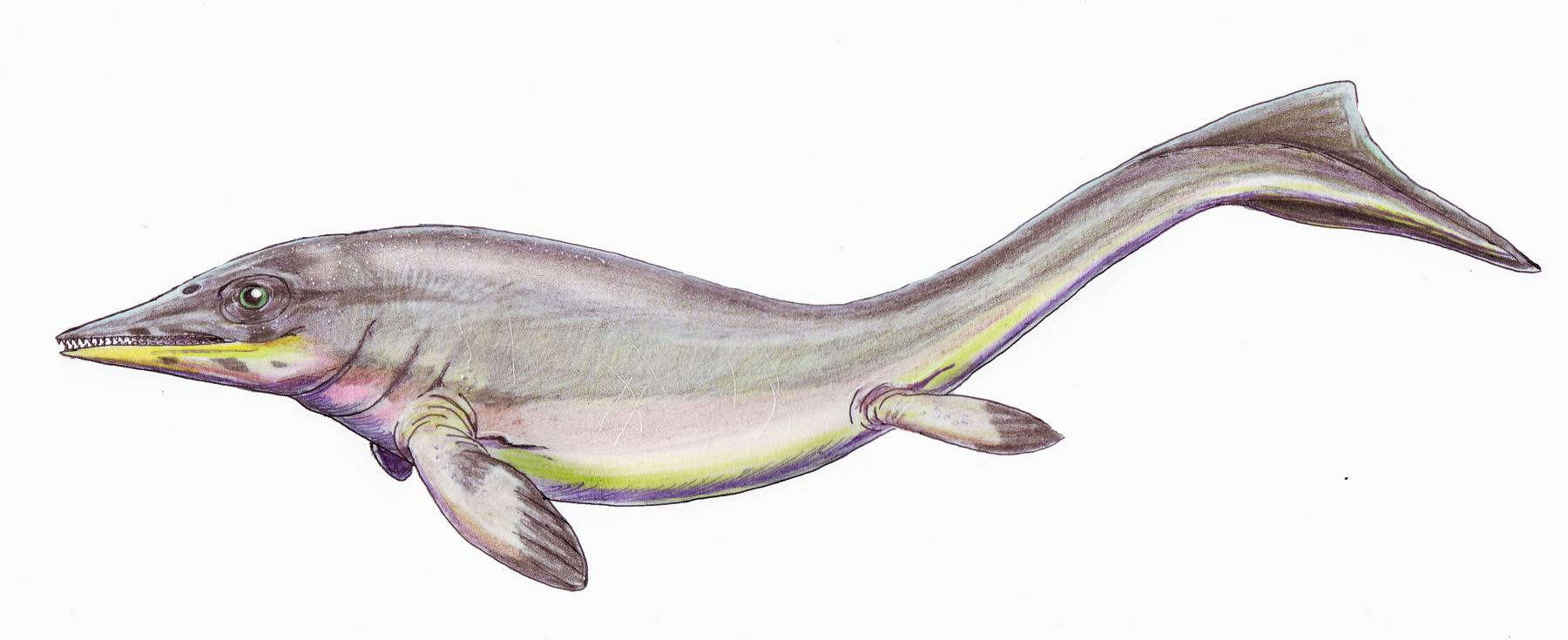
Grippia

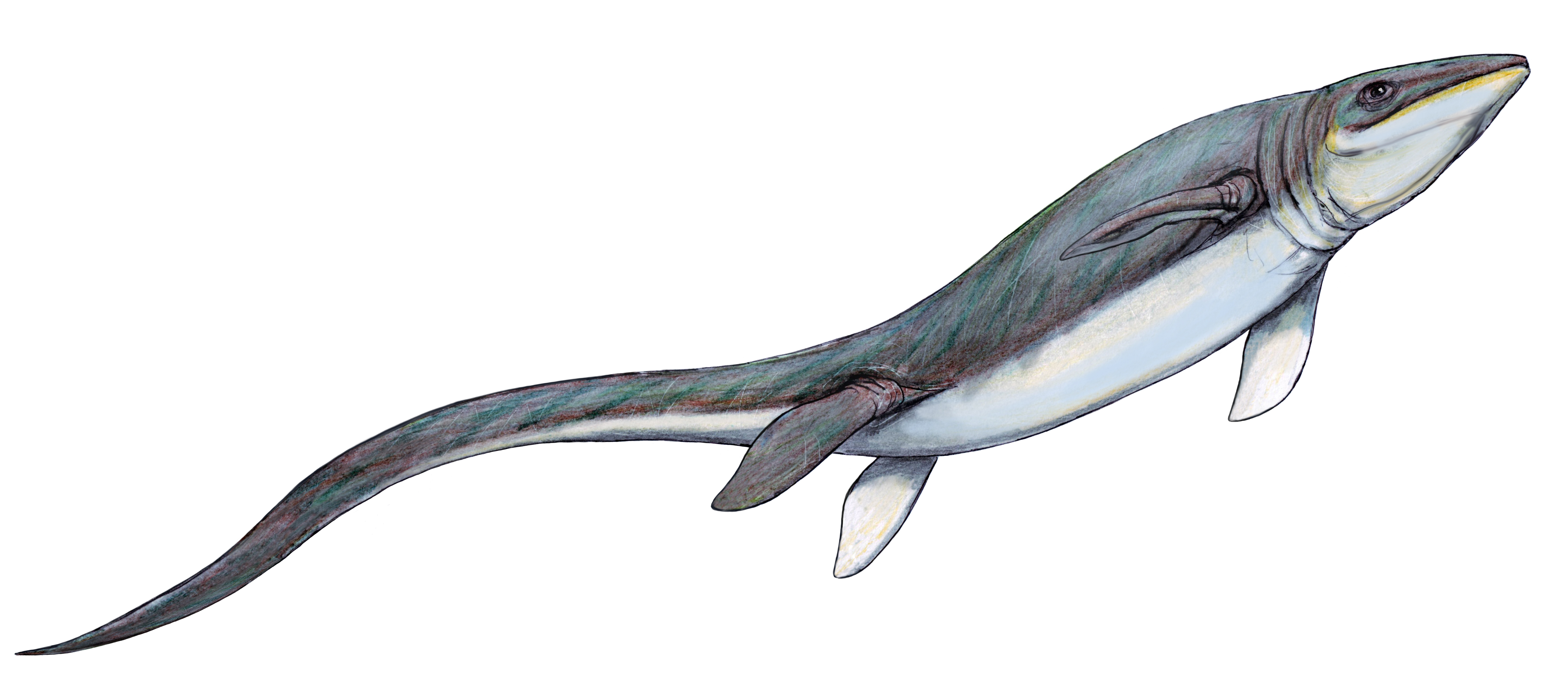
Omphalosaurus

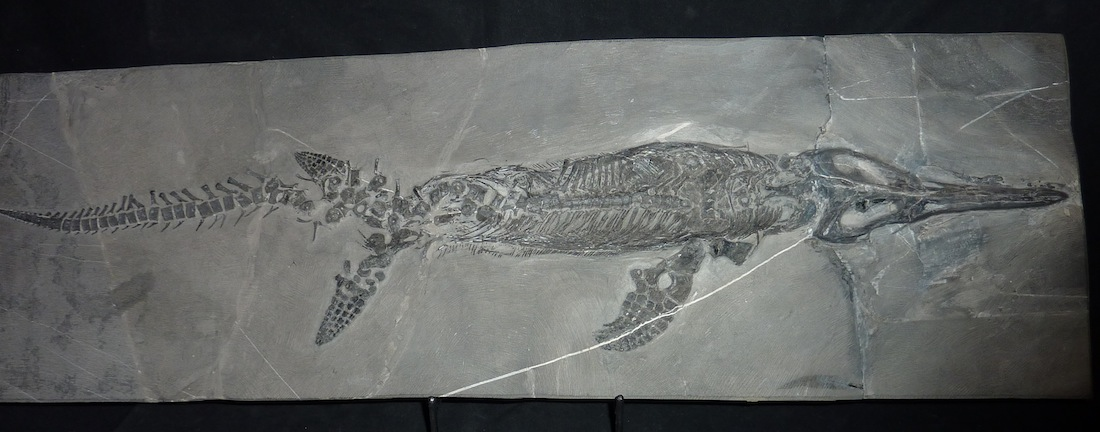
Fossil eines Mixosaurus

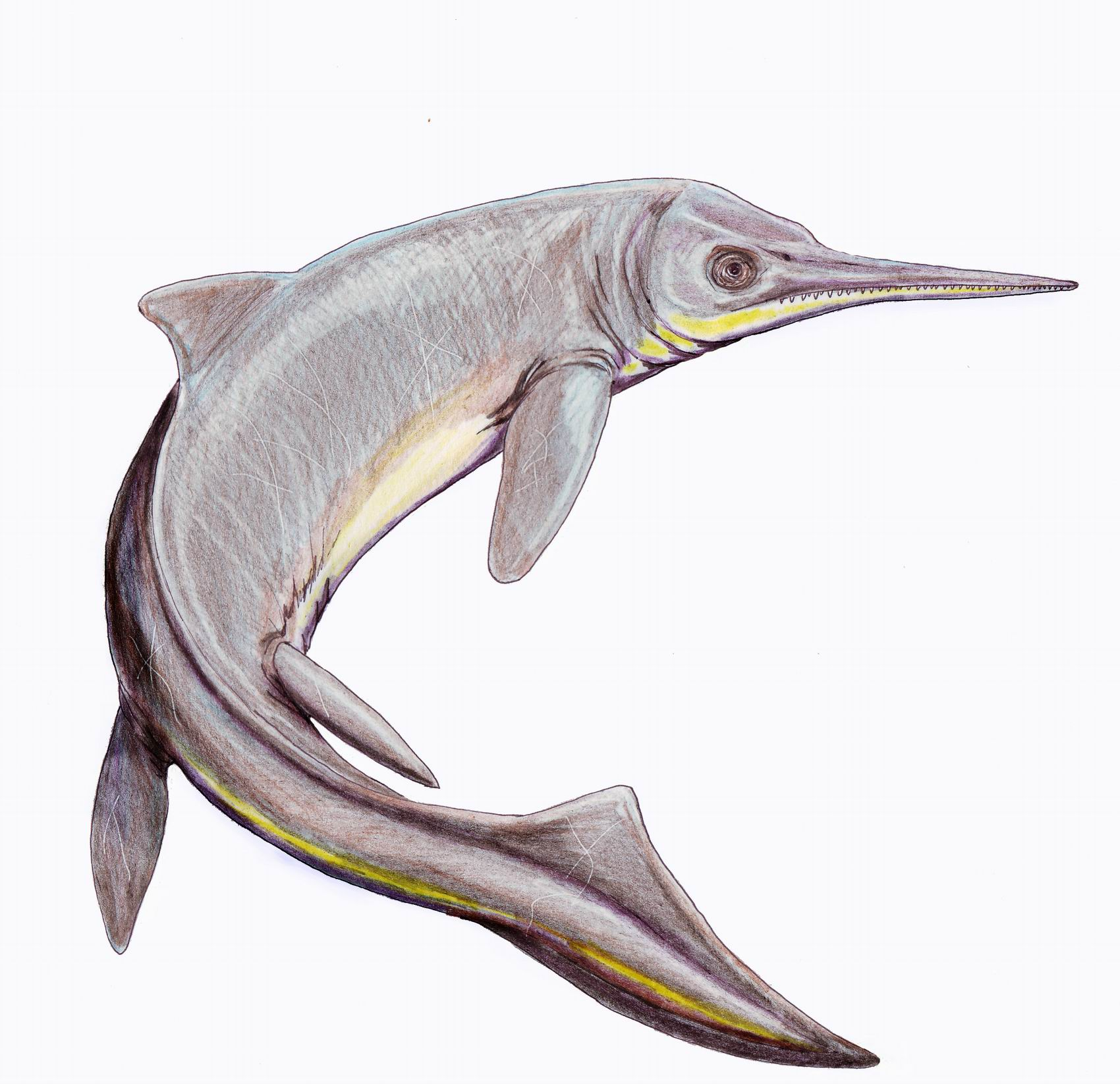
Contectopalatus

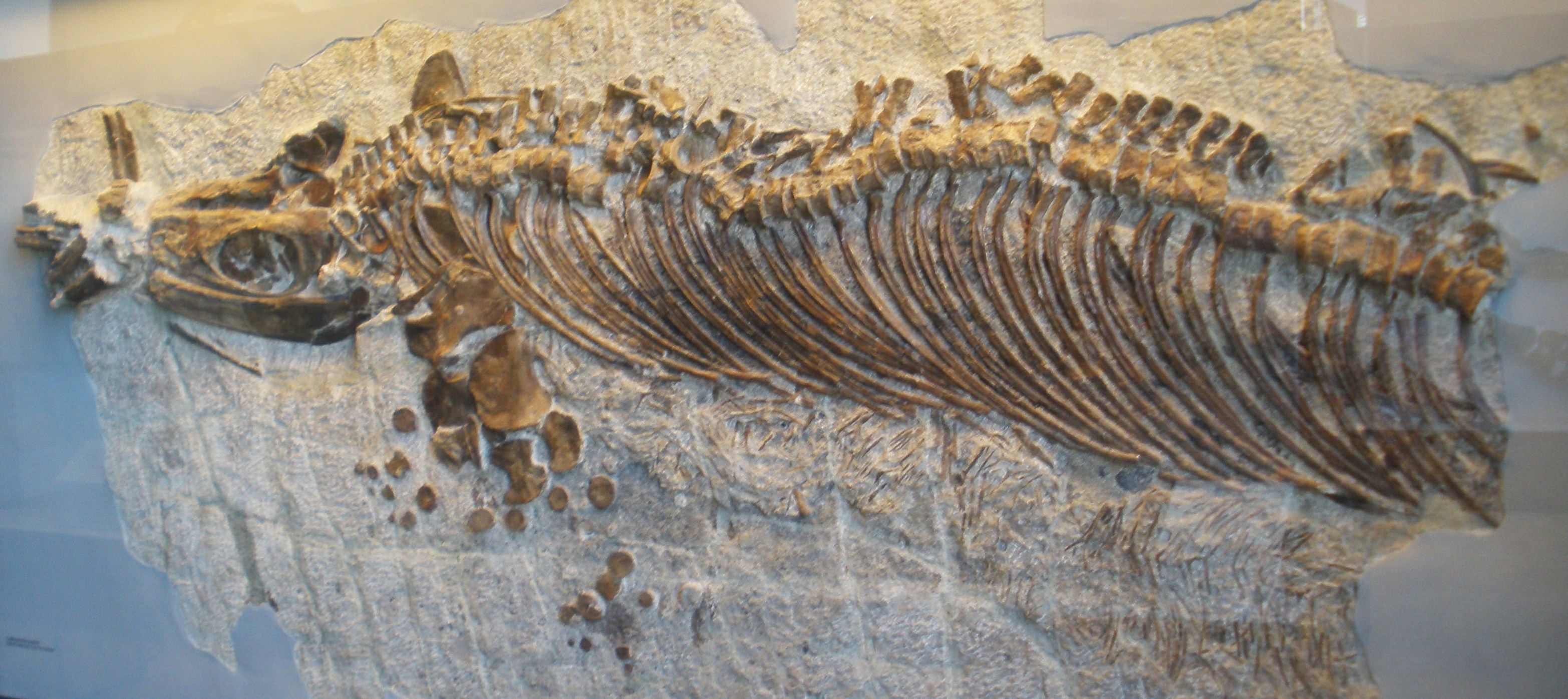
Cymbospondylus

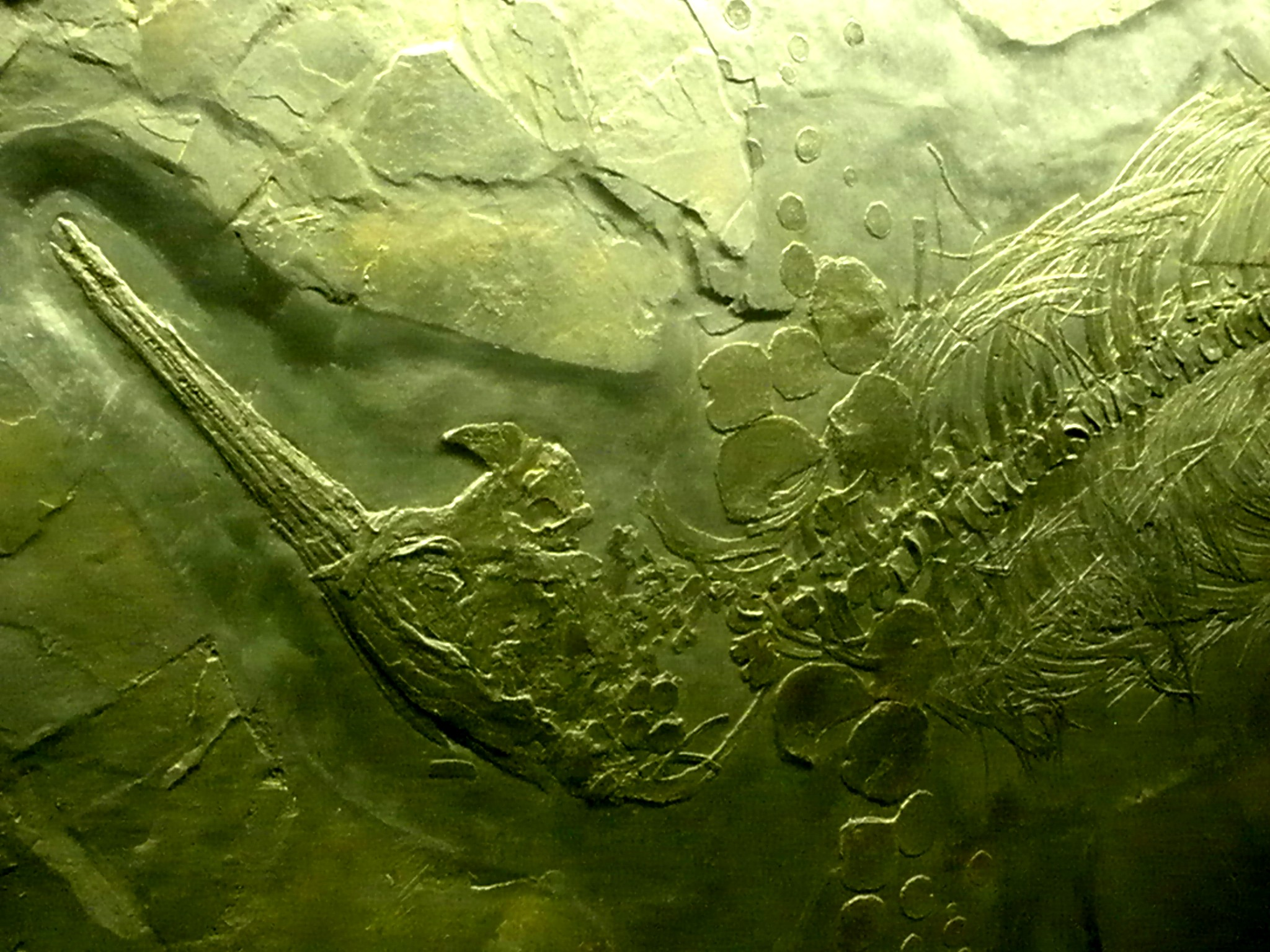
Fossil von Besanosaurus leptorhynchus

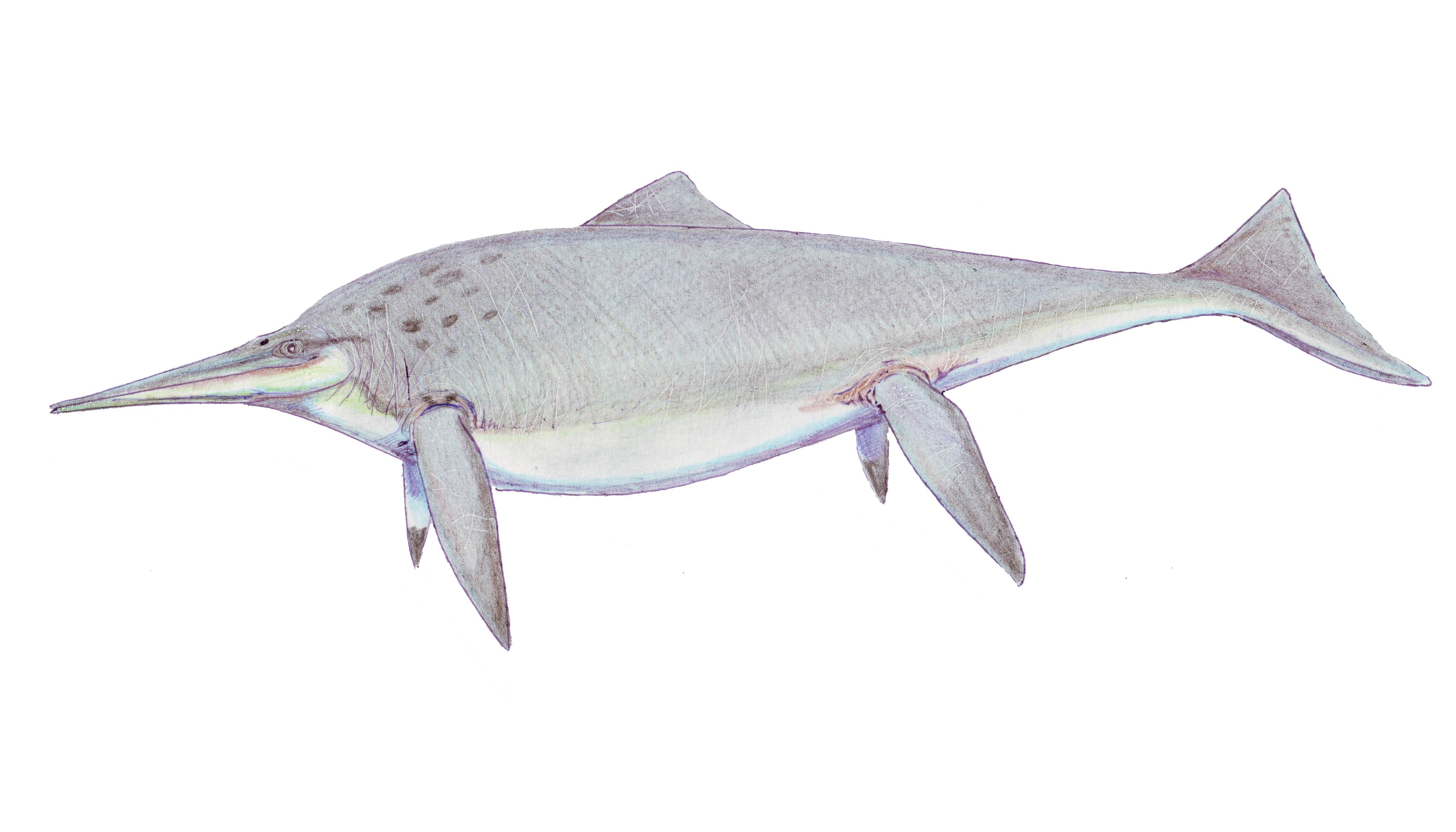
Shonisaurus popularis

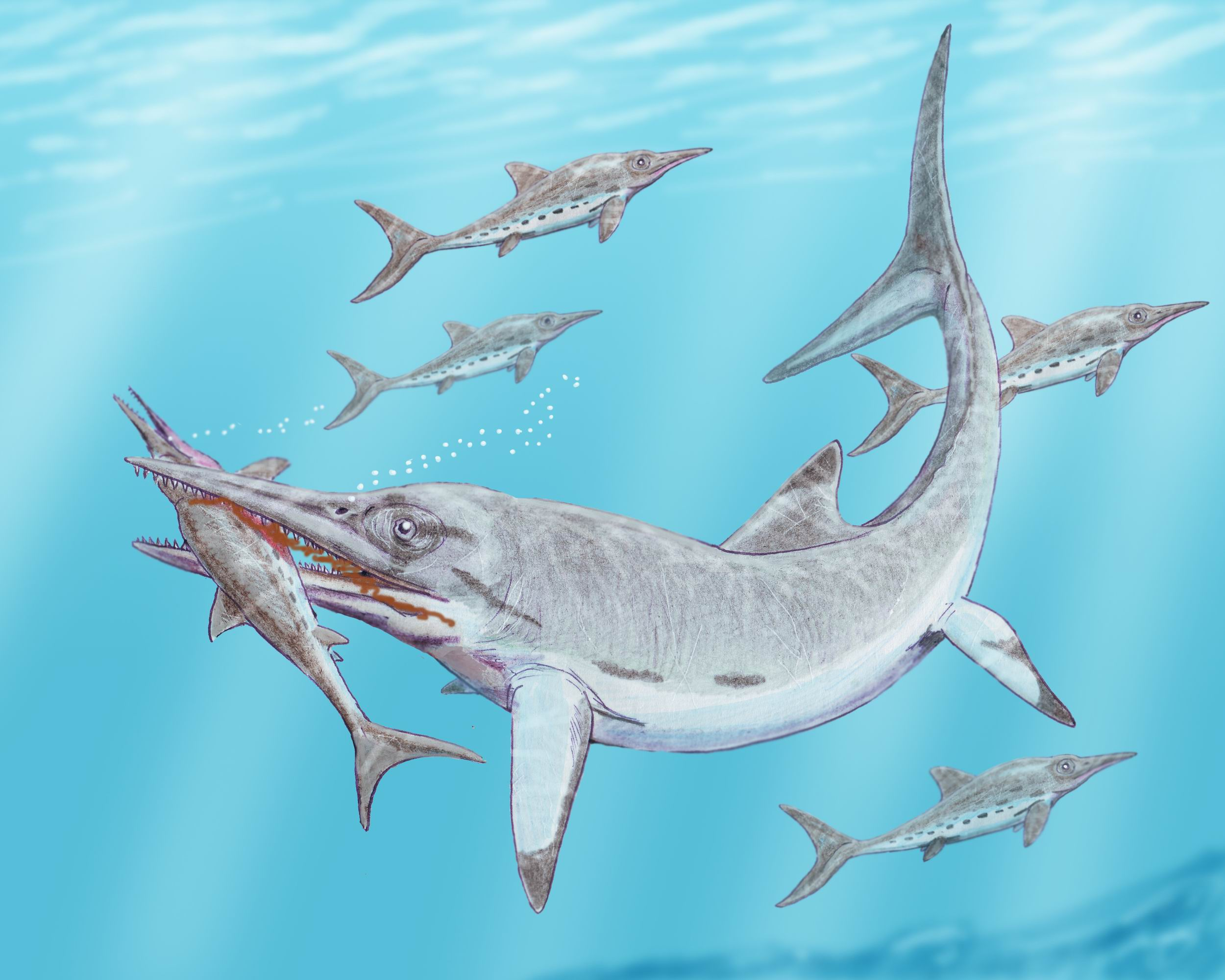
Temnodontosaurus frisst Stenopterygius

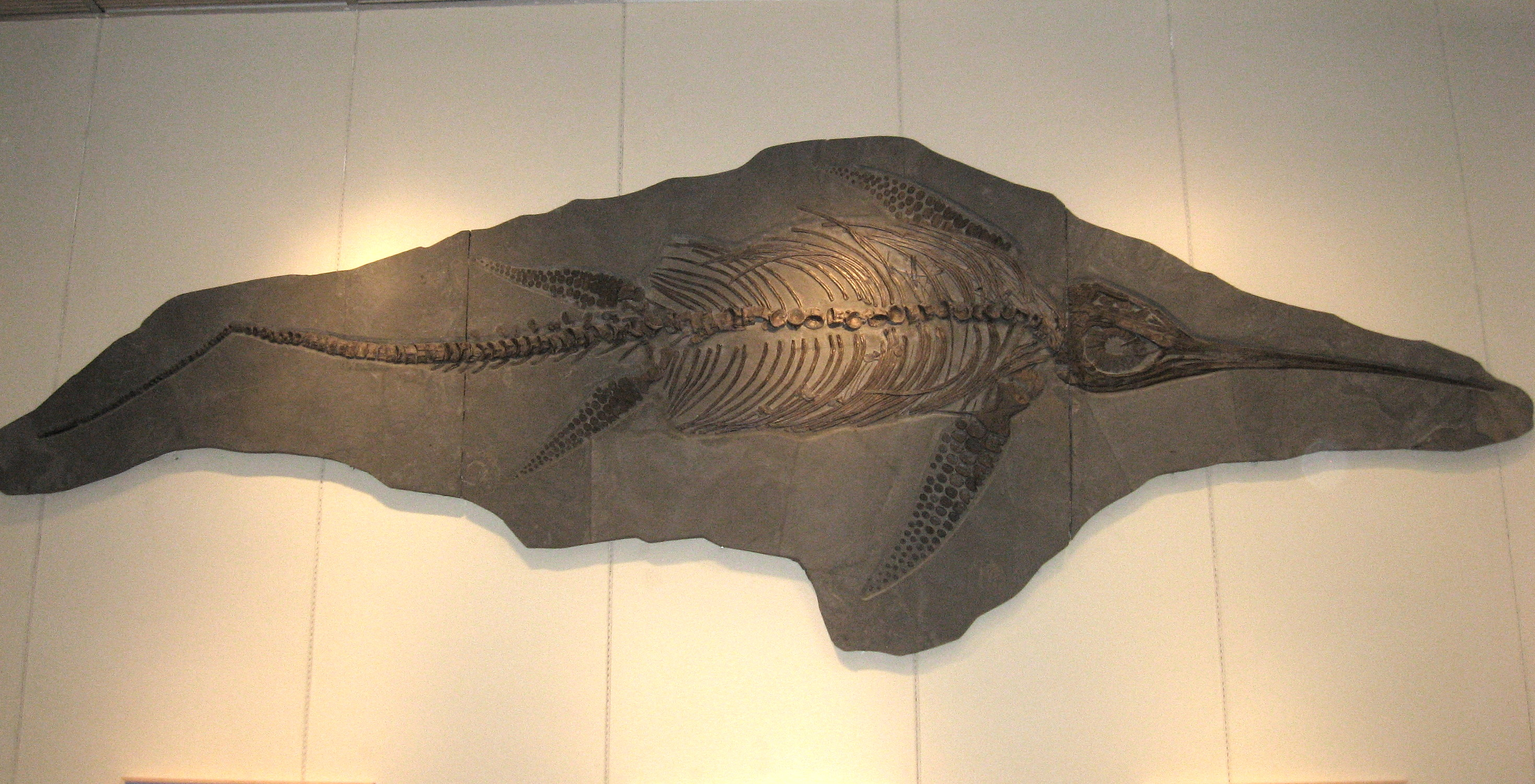
Ein 6,4 Meter langes Fossil von Eurhinosaurus aus Holzmaden

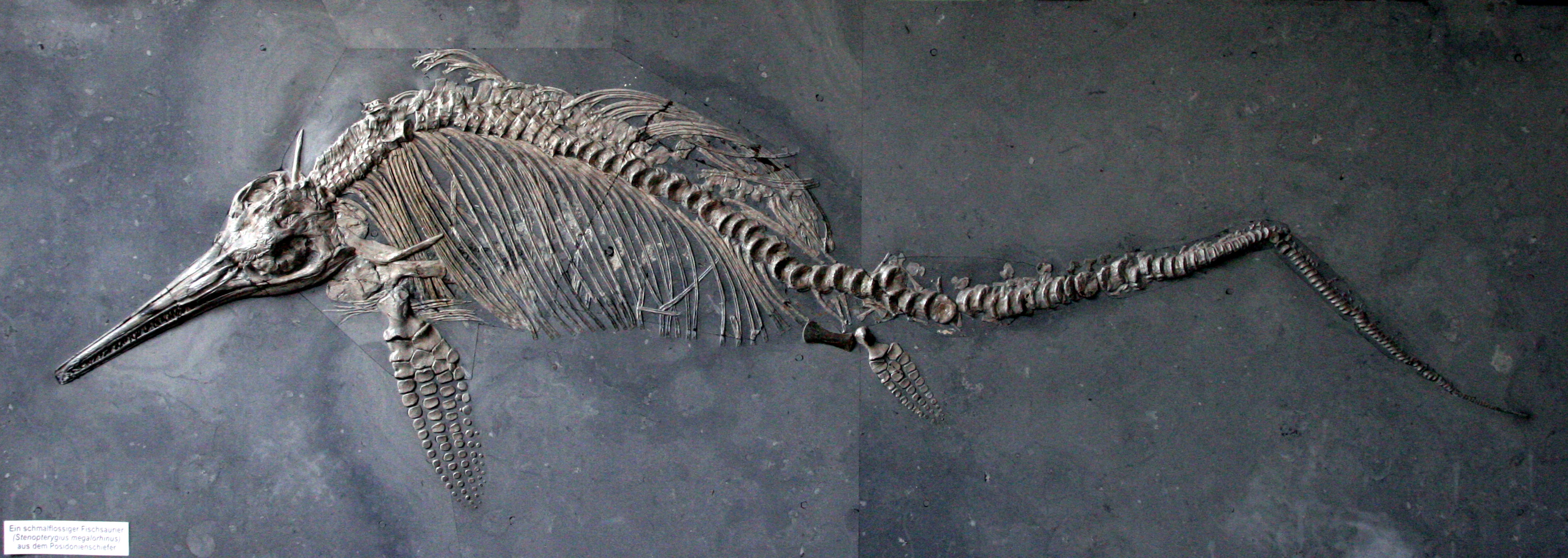
Fossil eines schmalflossigen Fischsauriers (Stenopterygius megalorhinus) aus dem Posidonienschiefer

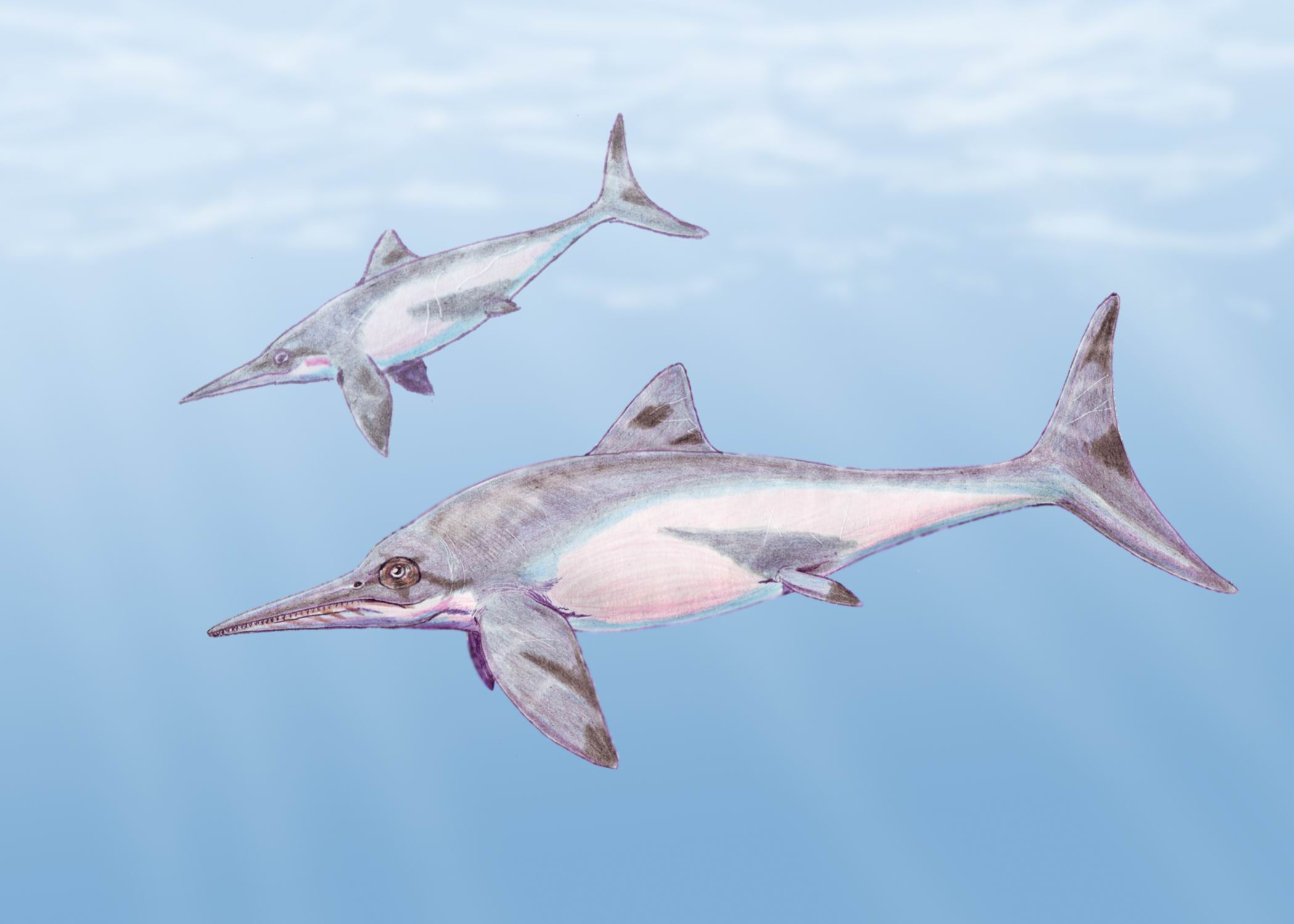
Platypterygius kiprjanov

  - Omphalosauridae (Zugehörigkeit zu den Ichthyosauria umstritten)
    - Omphalosaurus
    - Tholodus
    - Xinminosaurus

  - ohne Familienzuordnung
    - Isfjordosaurus

  - Ichthyosauria sensu Motani, 1999 = Hueneosauria sensu Maisch & Matzke, 2000
    - Mixosauria
      - Wimaniidae
        - Wimanius

      - Mixosauridae
        - Mixosaurinae
          - Mixosaurus

        - Phalarodontinae
          - Phalarodon
          - Contectopalatus

        - ohne Zuordnung zu einer Unterfamilie
          - Barracudasauroides

    - Longipinnati
      - Toretocnemidae
        - Toretocnemus
        - Qianichthyosaurus

      - Cymbospondylidae
        - Cymbospondylus
        - Phantomosaurus

      - Merriamosauria
        - ohne Familienzuordnung
          - Thalattoarchon[23]

        - Merriamosauridae
          - Pessopteryx

        - Besanosauridae
          - Besanosaurus

        - Shastasauridae
          - Shastasaurus

        - Shonisauridae
          - Shonisaurus
          - Himalayasaurus
          - Guizhouichthyosaurus

        - Guanlingsauridae
          - Guanlingsaurus
          - Mikadocephalus

        - Californosauridae
          - Californosaurus
          - Callawayia

        - Parvipelvia
          - Hudsonelpidiidae
            - Hudsonelpidia

          - Macgowaniidae
            - Macgowania

          - Neoichthyosauria
            - Dearcmhara[24]
            - Temnodontosauridae
              - Temnodontosaurus
              - unbenannte Gattung („Ichthyosaurus“ acutirostris)

            - Leptonectidae
              - Leptonectes
              - Excalibosaurus
              - Eurhinosaurus
              - Wahlisaurus[25]

            - Suevoleviathanidae
              - Suevoleviathan

            - Thunnosauria
              - ohne Familienzuordnung
                - Malawania[26]

              - Ichthyosauridae
                - Ichthyosaurus

              - Stenopterygiidae
                - Stenopterygius
                - Chacaicosaurus
                - Hauffiopteryx

              - Ophthalmosauridae
                - Arthropterygius[27]
                - Keilhauia[28]
                - Nannopterygius
                - Ophthalmosaurinae[29]
                  - Ophthalmosaurus
                  - Acamptonectes[29]
                  - Leninia[30]

                - Platypterygiinae[29]
                  - Brachypterygius
                  - Maiaspondylus
                  - Aegirosaurus
                  - Sveltonectes[30]
                  - Platypterygius
                  - Caypullisaurus
                  - Athabascasaurus[31]
                  - Undorosaurus

## Aussterben
Die Ichthyosaurier starben vor 93 Millionen Jahren aus, am Ende des Cenomaniums. Die letzte Gattung, die sich eindeutig identifizieren lässt, ist die weltweit verbreitete Platypterygius. Die Gründe für das Aussterben sind unbekannt. Vermutet wurde bisher, dass das Aufkommen der Mosasaurier, gigantischer Meeresreptilien aus der Gruppe der Schuppenkriechtiere, damit zu tun hat. Sie entwickelten aber erst große Formen, als die Ichthyosaurier schon ausgestorben waren.
Ein weiterer möglicher Grund ist das ozeanische anoxische Ereignis am Ende des Cenomanium. Es führte dazu, dass die Weltmeere unterhalb der Oberflächenschicht an Sauerstoff verarmten, was ein Aussterben mariner Wirbelloser und auch von Cephalopoden bewirkte. Nach dieser Theorie gingen die Ichthyosaurier zugrunde, weil ihre Nahrungsgrundlage versiegte. Einige Wissenschaftler verweisen auf die Fortpflanzungsstrategie der Ichthyosaurier. Ein Ichthyosaurier bekam nur wenige relativ große, weit entwickelte Jungtiere (K-Strategie). Für sie waren die neuen, großen Raubfische in der Oberkreide gefährlich, wie Xiphactinus aus der Ordnung der Ichthyodectiformes.